# Pristimantis albericoi
Pristimantis albericoi es una especie de anfibio anuro de la familia Strabomantidae. Es endémica del departamento de Chocó (Colombia). Su hábitat natural son los bosques húmedos subtropicales o tropicales de tierras bajas y ríos, a unos 950 m de altitud. Está amenazada por pérdida de hábitat.